# Josué Castillejos
Josué Castillejos Toledo (Ciudad de México, México 14 de abril de 1981) Es un exfutbolista mexicano que jugaba como Centrocampista y actualmente se desempeña como auxiliar técnico de Jorge Dávalos en Club Universidad de Guadalajara de la Liga MX.

## Trayectoria
Debuta con el Deportivo Toluca en el Apertura 2002 y poco a poco trata de ganarse cierta actividad, aunque tiene enfrente a innamovibles como Cardozo y Vicente Sánchez.
En junio de 2015 anuncia su retiro como futbolista, tras sólo tener actividad en dos encuentros de la Copa MX en primera división y no encontrar acomodo en otro equipo.

## Clubes
| Club                            | País   | Año            | Partidos | Goles |
| ------------------------------- | ------ | -------------- | -------- | ----- |
| Deportivo Toluca                | México | 2002-2010      | 80       | 2     |
| Jaguares de Chiapas (Cedido)    | México | 2008           | 3        | 0     |
| Club Veracruz (Cedido)          | México | 2008           | 7        | 0     |
| Atlético Mexiquense             | México | 2003-2004,2009 | 45       | 2     |
| CF La Piedad                    | México | 2009-2010      | 27       | 1     |
| Altamira Fútbol Club            | México | 2010-2011      | 29       | 7     |
| Club Universidad de Guadalajara | México | 2011-2015      | 111      | 5     |

## Palmarés

### Títulos nacionales
| Título                     | Club              | País   | Año  |
| -------------------------- | ----------------- | ------ | ---- |
| Primera División de México | Deportivo Toluca  | México | 2002 |
| Primera División de México | Deportivo Toluca  | México | 2005 |
| Liga de Ascenso de México  | U. de Guadalajara | México | 2013 |
| Final de Ascenso           | U. de Guadalajara | México | 2014 |

### Resumen estadístico
| División                      | Partidos | Goles | Promedio |
| ----------------------------- | -------- | ----- | -------- |
| Torneo Sub-20 de México       | 9        | 1     | 0.11     |
| Copas nacionales[A]           | 12       | 0     | 0        |
| Primera División de México[C] | 84       | 2     | 0.02     |
| Liga de Ascenso de México[D]  | 198      | 14    | 0.07     |
| Selección de fútbol[E]        | 0        | 0     | 0.4      |
| Total                         | 304      | 17    | 0.06     |